# さくらだモンスター
さくらだモンスター（SAKURADA MONSTAR）は、マサキとしょっぴーによる日本のお笑いコンビ。2013年7月に結成。
2021年11月に、TWIN PLANETのお笑い部門始動に伴って立ち上げメンバーとなる。2022年7月より漫才協会に入会。
2024年3月17日 吉見町PR大使任命

## メンバー
- マサキ（まさき、1982年3月12日 - ）[3]
  - 本名：大野 真幸
  - 千葉県浦安市生まれ。広島県、東京都育ち。
  - 身長 181cm
  - 体重 83kg
  - O型
  - 広島県私立広陵高等学校卒
  - 専修大学商学部商業学科卒
  - 主にツッコミ担当
- しょっぴー（しょっぴー、1991年1月10日 - ）[4]
  - 本名：小泉 翔斗
  - 東京都世田谷区用賀出身。
  - 身長 176cm
  - 体重 55kg
  - AB型
  - 国立東京工業大学附属科学技術高等学校卒
  - 早稲田大学創造理工学部卒
  - 主にボケ、ギャグ担当